# Sonrisas de Bombay
Sonrisas de Bombay és una organització no governamental que des de 2005 centra l'acció en la lluita contra la pobresa, el respecte als Drets Humans i la igualtat d'oportunitats a la ciutat de Bombai. Treballa amb les comunitats més desafavorides de Bombai i mitjançant la cooperació al desenvolupament genera eines que promouen canvis estructurals i una transformació social, adreçada a l'autosuficiència i la igualtat d'oportunitats, de les comunitats de les zones de slums (barris de barraques) de Bombai.
L'educació, la salut i el desenvolupament socioeconòmic són el marc principal d'actuació dels projectes de Sonrisas de Bombay, i treballen amb la perspectiva que l'educació és l'únic actiu que pot trencar el cercle de la pobresa sens fi i posar en marxa l'ascensor social.
Per aquest motiu, promouen l'educació com un dels pilars del seu projecte, per al qual han desenvolupat un programa que incideix en els diferents nivells educatius, des de la primera infància fins als estudis postobligatoris.
Un altre dels pilars clau del seu treball és la sanitat, en què aposten per la prevenció de la malaltia i la promoció de la salut com a elements clau per a millorar les condicions socioeconòmiques de la comunitat. Per acabar, han implementat projectes dirigits a l'empoderament femení i al seu desenvolupament socioeconòmic dins la seva comunitat.
La història completa de com va néixer Sonrisas de Bombay es pot trobar en el llibre escrit per Jaume Sanllorente on es narra la seva experiència. El llibre es titula Sonrisas de Bombay. El viaje que cambió mi destino. Hi és disponible en traducció catalana i també en format còmic, en què compta amb la col·laboració de la il·lustradora Susana Martín.
Ha rebut diversos premis, entre ells el Premi Axuda 2007